# Heinz Weixelbraun
Heinz Weixelbraun (* 19. května 1963, Spittal an der Drau) je rakouský herec.

## Život
Heinz Weixelbraun se narodil 19. května 1963 v rakouské obci Spittal an der Drau. Ve Vídni studoval herectví, v roce 1984 z něj složil zkoušku, a to ve Vídeňském lidovém divadle. Jeho filmová kariéra začala roku 1987, kdy se objevil v epizodě seriálu Místo činu. Ve stejném roce ve objevil v malé roli ve filmu Das rauhe Leben. Jeho první významnější rolí byl George ve filmu Die Skorpion-Frau. Dále hrál ve filmech jako například Erwin und Julia (1990) nebo Sused (1993). Od roku 1996 hrál komisaře Christiana Böcka v detektivním seriálu Komisař Rex, v němž účinkoval pět sérií. Dále se objevil i ve filmech 1945 (1994) a Schwarze Tage (1995) a v epizodě seriálu Medicopter 117. Naposledy účinkoval ve filmu Louis van Beethoven(2020), kde se zhruba po 20 letech setkal s Tobiasem Morettim, se kterým účinkoval v seriálu Komisař Rex.
Heinz Weixelbraun je ženatý, má dvě děti a věnuje se převážně divadlu.